# Australoechus molihirtus
Australoechus molihirtus är en tvåvingeart som först beskrevs av Hesse 1938.  Australoechus molihirtus ingår i släktet Australoechus och familjen svävflugor. Inga underarter finns listade i Catalogue of Life.